# Gardigiano
Gardigiano is een plaats (frazione) in de Italiaanse gemeente Scorzè.